# Hindenburgstraße (Bremen)

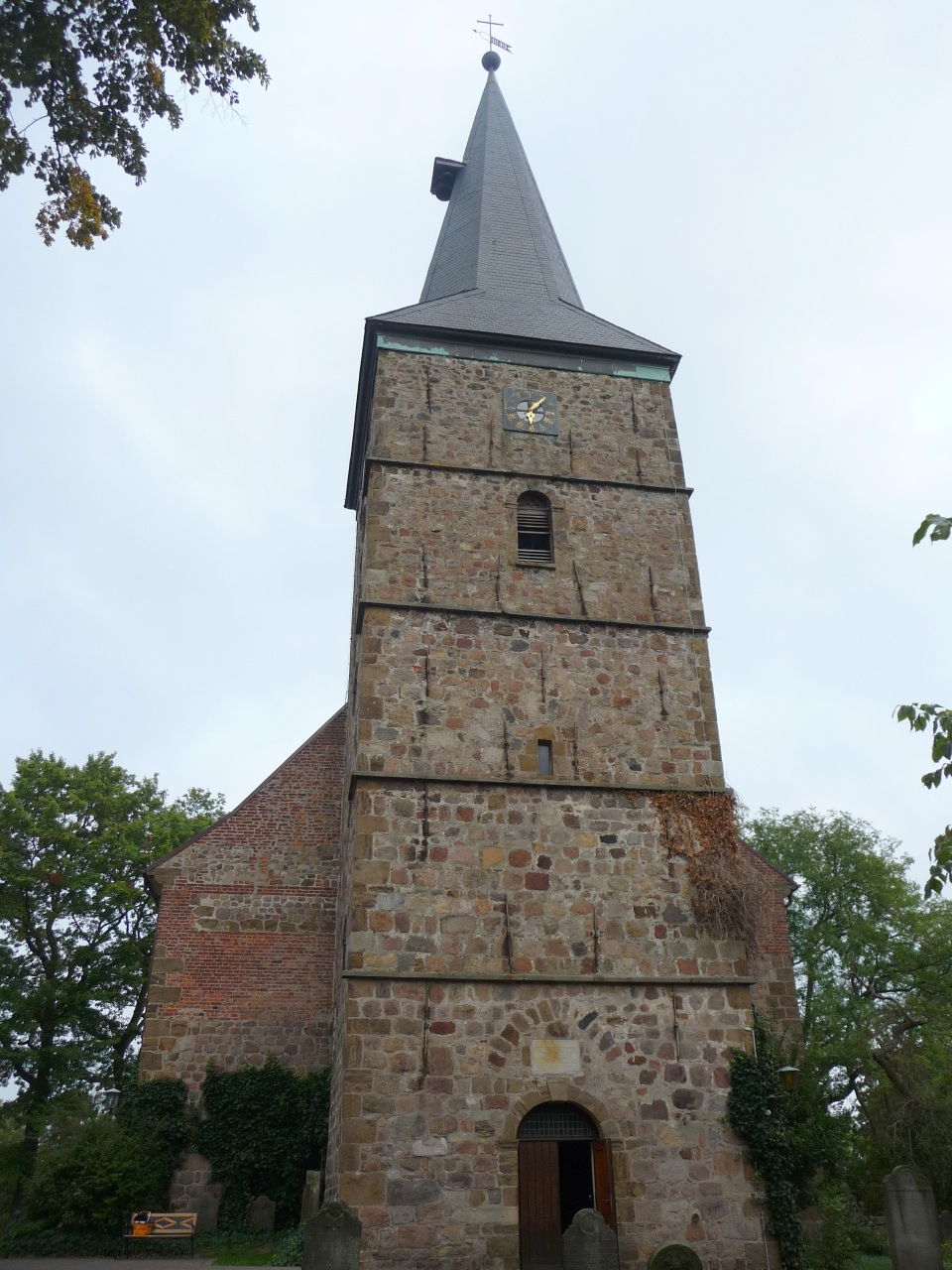
Lesumer Kirche

Nr. 32: Amtsgericht Lesum von 1854

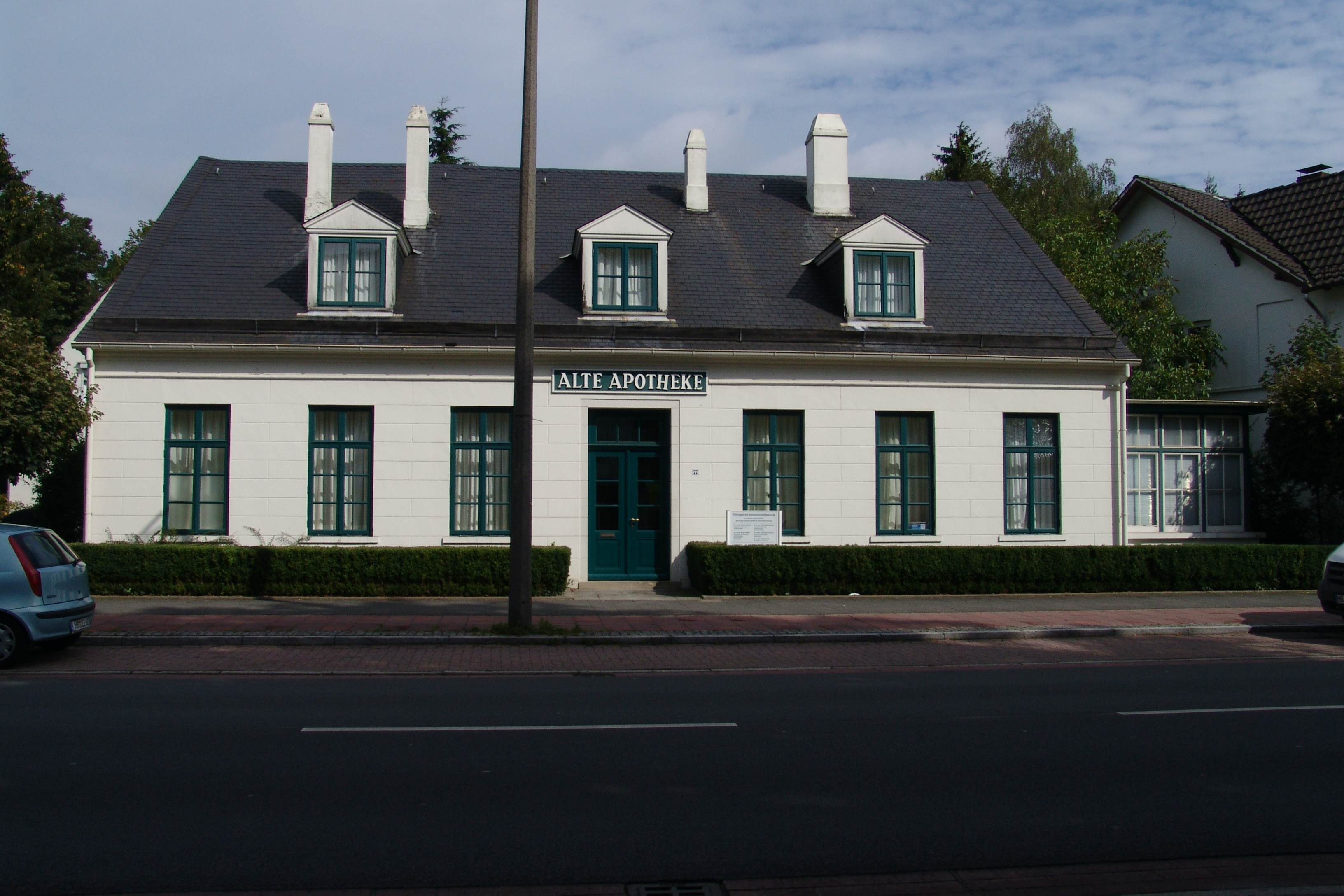
Nr. 77: Lesumer Apotheke

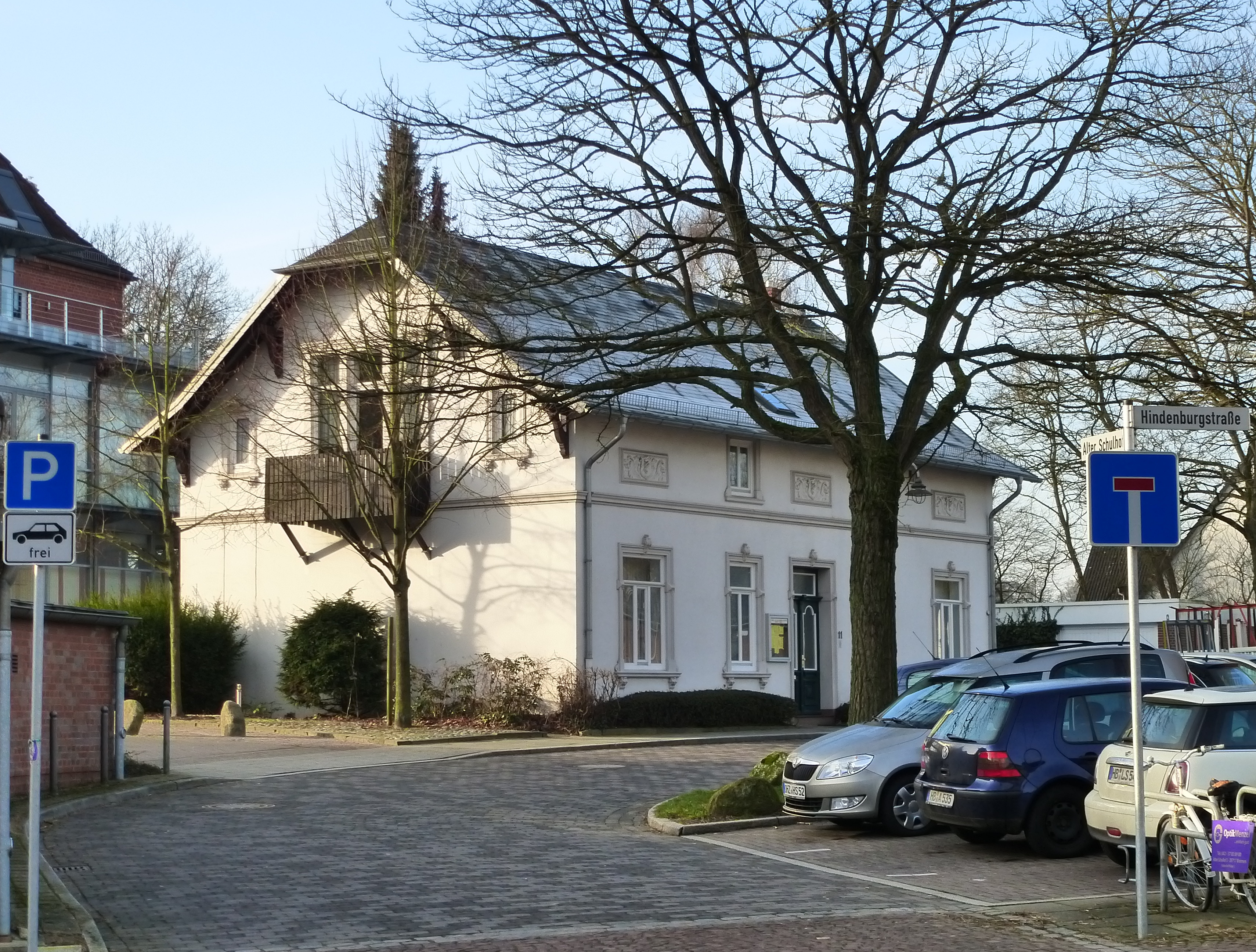
Heimathaus Lesum

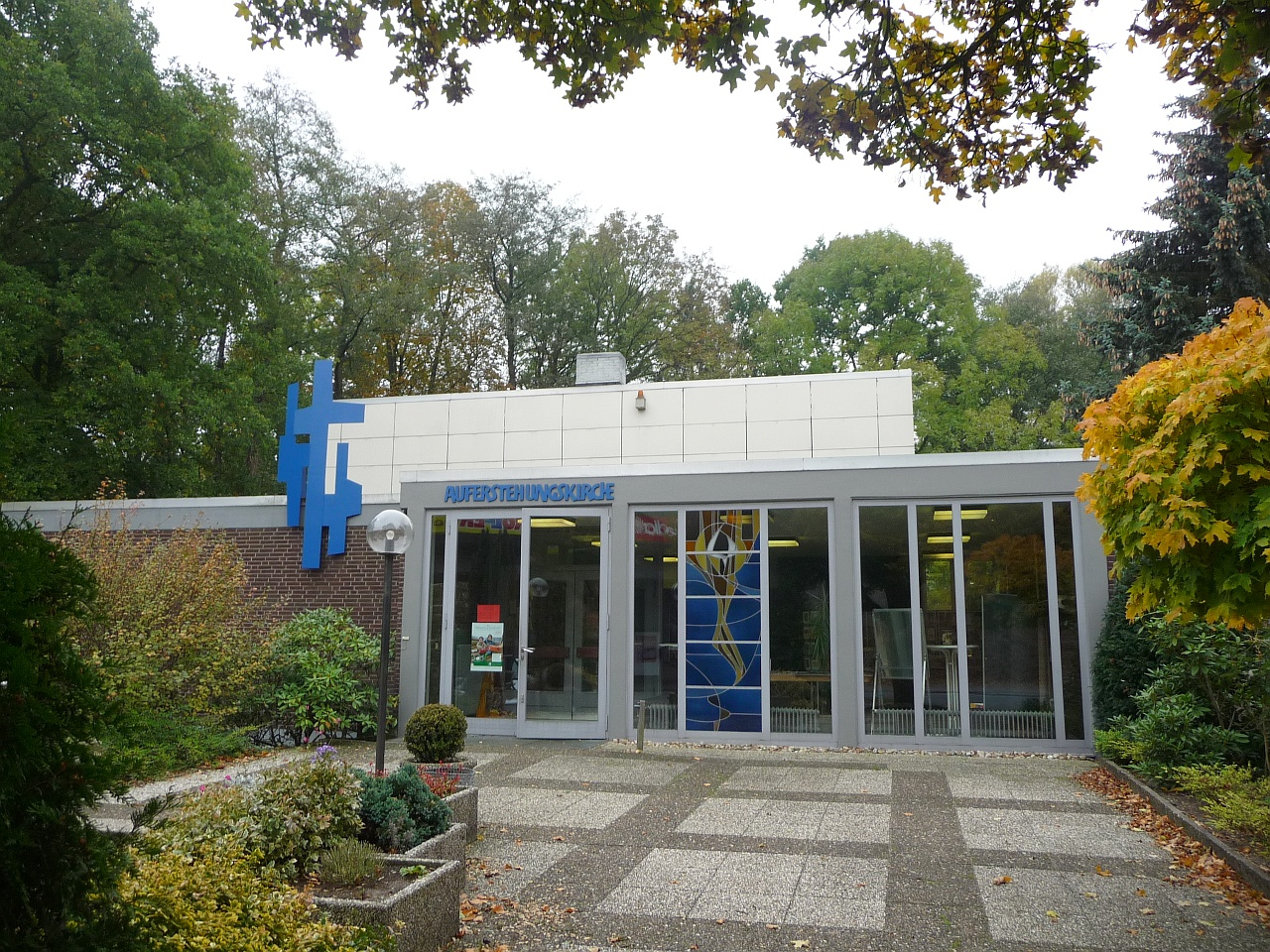
Nr. 14: Auferstehungskirche

Die Hindenburgstraße ist eine historische Straße in Ost-West-Richtung in Bremen im Stadtteil Burglesum, Ortsteile Lesum und Burgdamm. Sie führt von der Stader Landstraße bis zu den Straßen Rotdornallee/Lesumer Heerstraße.
Die Querstraßen wurden u. a. benannt nach den Anliegern (Heidbergstift, Stehnckens, Krudop) oder Landschaftsmerkmalen (der Pohl ist ein Teich zwischen Hindenburgstraße und der Lesum, Brink bedeutet u. a. erhöhte Siedlung, Radeberg kann für Roden stehen wie bei anderen Orten mit dieser Bezeichnung), ansonsten siehe beim Link zu den Straßen.

## Geschichte

### Name
Die Straße wurde 1930 nach dem Generalfeldmarschall (1914) und zweiten Reichspräsidenten der Weimarer Republik Paul von Hindenburg (1847–1934) benannt. Er war Reichspräsident von 1925 bis 1934. 1933 ernannte er Adolf Hitler zum Reichskanzler. Die Straße hieß zuvor Chaussee-Straße und führte bis 1939 weiter über die heutige Lesumer Heerstraße bis zum Holthorster Weg.

### Entwicklung
Burglesum ist ein Stadtteil, der aus mehreren historischen Ortsteilen besteht. Der Ortsteil Lesum, durch den die Straße führt, wurde um 860 erstmals erwähnt und war ein eigenständiges Kirchspiel. Im 15. Jahrhundert war der Bremer Rat für das Gebiet zuständig, 1741 fiel es an das Kurfürstentum Braunschweig-Lüneburg (später Hannover), 1866 wurden Lesum preußisch und 1939 bremisch.
Die Lesumer Kirche entstand am Anfang des 13. Jahrhunderts auf dem Kirchhügel an der Straße. 1778/79 musste auf Grund der wachsenden Einwohnerzahl ein neues, größeres Kirchenschiff gebaut werden. Lesum war zu dieser Zeit noch ländlich geprägt.
Die Ansiedlung von Gewerbe in Lesum wurde ab der Mitte des 19. Jahrhunderts begünstigt, da Bremen bis 1888 nicht zum Deutschen Zollgebiet gehörte. Die Bevölkerungszahl verdoppelte sich von 1858 bis 1905 auf 2169 Einwohner; heute (2017) hat Lesum rund 9000 Einwohner.
Der Straßenverlauf Stader Landstraße – Hindenburgstraße – Lesumer Heerstraße gehört zu einer älteren Heerstraße, die 1830/32 als Chaussee ausgebaut wurde. Der Straßenzug war Teil der Reichsstraße 74 bzw. B 74. An der heutigen Hindenburgstraße um die St.-Martini-Kirche bildete sich der Ortskern von Lesum mit Ortsamt Burglesum, Polizeirevier Lesum, Stadtteilbibliothek sowie Sparkasse Bremen, diversen Geschäften und einigen Gaststätten.
1854 baute die Justizverwaltung an der Chaussee (heute Hindenburgstraße 32) aus roten Backsteinen das Amtsgericht Lesum; (heute Polizeirevier).
Im Zweiten Weltkrieg mussten nur wenige Gebäudeverluste durch Bomben hingenommen werden.

### Verkehr
Die Bahnstrecke Bremen-Farge–Bremen-Vegesack wurde 1888 von der Farge-Vegesacker Eisenbahn (FVE) eröffnet. Seit 2010 wurde die Regio-S-Bahn Bremen/Niedersachsen eingerichtet, die auch Lesum bedient mit der S-Bahnlinie RS 1 Richtung Bremen-Mitte/Verden und Richtung Farge.
Im Nahverkehr in Bremen verkehren auf dieser Straße die Buslinien 91, 94 und 95.

## Gebäude, Anlagen
An der Straße befinden sich überwiegend ein-, zwei- und drei- sowie auch ein achtgeschossiges Gebäude, die zumeist Wohnhäuser sind.
Baudenkmale und Plastiken:
- Nr. 30: St.-Martini-Kirche: Die romanische Kirche wurde 1235 (lt. Dehio 1234) erstmals erwähnt. Der Kirchturm auf dem Kirchberg blieb erhalt. Das jetzige, größere, barocke Kirchenschiff nach Plänen von Johann Dierks, stammt von 1778/79.
- Nr. 32: 2-gesch. Backsteingebäude von 1854; früher Amtsgericht Lesum, heute Polizeirevier Lesum
- Nr. 77: 1-gesch. klassizistische Alte Lesumer Apotheke von 1845, 2017 saniert

Weitere erwähnenswerte Anlagen und Gebäude sind:
- Nr. 3: 2-gesch. Volksbank Lesum von um 1970
- bei Nr. 5/7: Überquerung der Ihle, rechter Nebenfluss der Lesum
- Nr. 7: Seniorenwohnpark an der Ihle
- Bei Nr. 12: Unterquerung der Bahnstrecke Bremen-Farge–Bremen-Vegesack
- Nr. 14: Auferstehungskirche der Evangelisch-methodistischen Kirche in Bremen-Lesum
- Nr. 18: 1-gesch. Giebelhaus mit Fachwerk von 1836, heute Bistro
- Nr. 24: 8-gesch. Wohnanlage
- Nr. 26: 4-gesch. Wohnanlage
- Nr. 29: 2-gesch. Wohn- und Geschäftshaus von um 1910
- Nr. 30: 1/2-gesch. Gemeindehaus mit Kita der Lesumer Kirche
- Nr. 31: 2-gesch. Stadtteilbibliothek Lesum von ?
- bei Nr. 32, Alter Schulhof 11: 2-gesch. Heimathaus Lesum des Heimat- und Verschönerungsvereins Bremen-Lesum
- Nr. 33A: 2-gesch. Schule am Mönchshof
- Nr. 51: 1-gesch. reetgedecktes Haus mit Krüppelwalm, heute Geschäftshaus
- Nr. 61/Oberreihe 2: 2-gesch. Ortsamt Burglesum
- Nr. 63/67: 2/3-gesch. Bürohaus der Sparkasse Bremen von 1965 nach Plänen von Ernst Becker-Sassenhof
- nach Nr. 56 bzw. 79: Haltepunkt Lesum an der Bahnstrecke Bremen-Farge–Bremen-Vegesack